# Герб Карелии
Государственный герб Республики Карелия (карел. Karjalan tazavallan vuakuna; фин. Karjalan tasavallan vaakuna) — государственный символ Республики Карелия.
Принят Верховным Советом Республики Карелия XII созыва 25 октября 1993 года. Уточнён 5 октября 2001 года.
В Государственный геральдический регистр Российской Федерации не внесён.

## Описание
Государственным гербом Республики Карелия является прямоугольный закруглённый в нижней трети, трижды пересечённый в равных долях цветами государственного флага Республики Карелия щит с изображенным на нем профилем стоящего медведя чёрного цвета. Золотое обрамление щита переходит в стилизованное изображение ели с левой стороны и сосны — с правой. В навершии щита расположена восьмиконечная звезда (сдвоенный крест) золотого цвета.

## История

### Первые гербы
Впервые герб появляется в XVI веке, когда карельская земля принадлежала Швеции.
- Герб 1562 г.
- Герб 1634 г.

На красном щите варяжского типа расположены золотая корона и две серебряные руки, изготовившиеся к удару. При этом правая (западная) рука закована в латы и держит прямой меч, а левая (восточная) защищена кольчугой и вооружена саблей. Основной идеей герба является многовековая беспощадная борьба между Швецией и Россией за обладание территорией Карелии.

### В Российской империи
Упоминание о Корельской земле присутствует в царском титуле («князь Корельский») после Ништадтского мирного договора. После этот герб стал использоваться и как титульный российским императором. Титульный карельский герб на базе шведского создан Франциском Санти: 
"Карельской: Красное поле имеет две руки вверх поднятые лохтями сткнутые крест накрест и облеченные в шлемы золотые или желтые (вероятно в латы) правая рука держит (меч), а левая имеет в руке саблю серебреную или белую черен золотой или желтой которые в готовности оборонять корону золотую над ними положенную".
- Герб, созданный Ф. Санти. Из Знамённого гербовника, 1730
- Титульный земельный герб
- Титульный Корельский герб на щите соединённых гербов Областей Прибалтийских (Большой Герб Российской империи)
- Герб Выборгской губернии (с 1797 по 1812 год)

Обычно в российской версии герба обе руки были в латах. Между вооруженными руками иногда изображалась одна, а иногда две короны.
Герб Карелии украшал гербы Купиосской и Санкт-Михельской губерний Великого княжества Финляндского. После провозглашения независимости Финляндии он стал основой для гербов различных административно-территориальных единиц Финской Карелии.
- Герб Купиосской губернии
- Герб Санкт-Михельской губернии
- Герб, в независимой Финляндии использовавшийся Выборгской губернией, а позже губернией Северная Карелия
- Современный герб области Северная Карелия (область Финляндии)

### Северо-Карельское государство
В годы гражданской войны на севере Карелии недолгое время существовало Временное правительство Архангельской Карелии (другие названия: Временное правительство Беломорской Карелии, Ухтинское правительство, Toimikunta). Возникло оно летом 1919 года в селе Ухта (теперь поселок Калевала). 21 марта 1920 года это правительство созвало съезд представителей северных карельских волостей.
Разработанный А. Галлен-Каллела герб представлял собой изображение чёрного медведя с сучкорезом (в современных описаниях используется финское название «весури») в лапе в пересечённом червленью и зеленью щите. Над медведем виднелись искры северного сияния, под ним — цепь. Щит венчал традиционный головной убор лесорубов «кукель» (kukkeli).
- Герб Галлен-Каллела

### Советские варианты
- Гербы Карельской АССР
- 1937 — 1940 гг.
- Герб Карело-Финской ССР в 1940 — 1956 гг.
- 1956 — 1978 гг.
- 1978 — 1991 гг.

### Современный вариант
В ноябре 1991 года Карельская АССР была преобразована в Республику Карелию. 27 ноября Президиум Верховного Совета Республики Карелия принял постановление об изменении государственной символики и о проведении конкурса на новый герб, флаг и гимн Карелии. 15 декабря 1991 года было принято постановление Президиума Верховного Совета Республики Карелия об условиях конкурса и о составе конкурсной комиссии. Предполагалось провести конкурс на флаг и герб республики с 1 февраля по 30 апреля 1992 года.
К маю 1992 года в конкурсную комиссию поступило 60 проектов флага и 20 — герба. В этот период в республике шли острые дискуссии о гербе и флаге.
28 сентября 1993 года, без широкой огласки, Верховный Совет Республики Карелия принял в качестве Государственного герба Республики Карелия доработанный проект графика Ю. С. Нивина.
В основу принятого варианта был положен герб Ухтинской республики (1920—1922), созданный финским художником Аксели Галленом-Каллелой, однако отличается фон щита — в современном варианте использованы цвета флага Республики Карелия, унаследованные от флага Карело-Финской ССР, а также добавлены элементы карельского национального орнамента.
Один из немногих гербов в России, состоящий из испанского, а не французского щита.